# Londen Marathon 1992
De Londen Marathon 1992 werd gelopen op zondag 12 april 1992. Het evenement werd gesponsord door ADT. Het was de twaalfde editie van deze marathon.
De Portugees António Pinto kwam bij de mannen als eerste over de streep in 2:10.02. De Duitse Katrin Dörre was de snelste van alle vrouwen in 2:29.39.

## Uitslagen

### Mannen
| rang   | naam                | land | tijd    |
| ------ | ------------------- | ---- | ------- |
| Goud   | António Pinto       | POR  | 2:10.02 |
| Zilver | Jan Huruk           | POL  | 2:10.07 |
| Brons  | Thomas Robert Naali | TAN  | 2:10.08 |
| 4      | Tena Negere         | ETH  | 2:10.10 |
| 5      | Paul Evans          | ENG  | 2:10.36 |
| 6      | Yakov Tolstikov     | RUS  | 2:10.49 |
| 7      | Thabiso Moqhali     | LES  | 2:10.55 |
| 8      | Zerihun Gizaw       | ETH  | 2:11.25 |
| 9      | Leszek Beblo        | POL  | 2:11.28 |
| 10     | Maurilio Castillo   | MEX  | 2:12.02 |
| 11     | Marcelino Cristanto | MEX  | 2:12.09 |
| 12     | Harri Hanninen      | FIN  | 2:12.29 |
| 13     | Tonnie Dirks        | NED  | 2:12.45 |
| 14     | Wieslaw Perszke     | POL  | 2:13.06 |
| 15     | Vladimir Bukhanov   | UKR  | 2:13.14 |
| 16     | Slawomir Gurny      | POL  | 2:13.22 |
| 17     | Fernando Couto      | POR  | 2:13.33 |
| 18     | Stephen Brace       | WAL  | 2:14.11 |
| 19     | Antonio Costa       | POR  | 2:14.21 |
| 20     | Mark Plaatjes       | RSA  | 2:14.23 |
| 21     | Karol Dolega        | POL  | 2:14.25 |
| 22     | Sergei Romanchuk    | UKR  | 2:14.46 |
| 23     | Kevin McCluskey     | ENG  | 2:14.49 |
| 24     | Yuriy Pavlov        | RUS  | 2:14.56 |
| 25     | Art Boileau         | CAN  | 2:15.31 |

### Vrouwen
| rang   | naam                | land | tijd    |
| ------ | ------------------- | ---- | ------- |
| Goud   | Katrin Dörre        | GER  | 2:29.39 |
| Zilver | Renata Kokowska     | POL  | 2:29.59 |
| Brons  | Andrea Wallace      | ENG  | 2:31.33 |
| 4      | Janeth Mayal        | BRA  | 2:34.02 |
| 5      | Jackie Hallam       | AUS  | 2:34.29 |
| 6      | Marian Sutton       | ENG  | 2:34.38 |
| 7      | Lidia Camberg       | POL  | 2:34.39 |
| 8      | Karolina Szabo      | HUN  | 2:35.21 |
| 9      | Griselda Gonzalez   | ARG  | 2:37.21 |
| 10     | Angelica de Almeida | BRA  | 2:37.40 |
| 11     | Galina Ikonnikova   | RUS  | 2:37.52 |
| 12     | Elena Semyonova     | UKR  | 2:39.06 |
| 13     | Hiroe Fukuda        | JPN  | 2:39.22 |
| 14     | You-feng Zhao       | CHN  | 2:40.00 |
| 15     | Nanette Davis       | USA  | 2:40.09 |
| 16     | Grazyna Kowina      | POL  | 2:40.26 |
| 17     | Tani Ruckle         | AUS  | 2:40.39 |
| 18     | Maria-Luisa Servin  | MEX  | 2:40.40 |
| 19     | Christine Kennedy   | IRL  | 2:40.47 |
| 20     | Lutsia Belyayeva    | RUS  | 2:41.18 |
| 21     | Julia Gates         | ENG  | 2:41.18 |
| 22     | Karen Macleod       | SCO  | 2:41.35 |
| 23     | Yukie Akiyama       | JPN  | 2:42.10 |
| 24     | Jacqueline Davis    | ENG  | 2:42.25 |
| 25     | Lucinda Martin      | ENG  | 2:43.14 |

1981 ·
1982 ·
1983 ·
1984 ·
1985 ·
1986 ·
1987 ·
1988 ·
1989 ·
1990 ·
1991 ·
1992 ·
1993 ·
1994 ·
1995 ·
1996 ·
1997 ·
1998 ·
1999 ·
2000 ·
2001 ·
2002 ·
2003 ·
2004 ·
2005 ·
2006 ·
2007 ·
2008 ·
2009 ·
2010 ·
2011 ·
2012 ·
2013 ·
2014 ·
2015 ·
2016 ·
2017